# Thierry le Diable
Thierry de Lorraine dit le Diable ou d'Enfer (Tirriz li anfer) († av. 1244), fut seigneur d'Autigny.
Il est le fils de Ferry Ier, seigneur de Bitche, duc de Lorraine, comte d'Alsace et comte de Metz, mort le 7 avril 1206 (selon le nécrologe de Sainte-Marie-aux-Bois) et de Ludomille de Pologne (1148-1223). À la mort de son père, il obtient la seigneurie d'Autigny et son château en héritage.
Thierry fit élever sur un promontoire escarpé dominant le Vair une grosse tour qui fut appelée Châtelet. La seigneurie prit alors ce nom que Thierry porta et transmit à son fils aîné.
Au début, on retrouve pourtant deux terminaisons qui donneront par la suite les maisons du Chastelet et du Châtelet.
Le document le plus ancien faisant mention de ce nom est un acte du roi Philippe-Auguste qui permet à Mathieu de Montmorency de bâtir une maison dans l'isle du Chasteler. Gertrude de Montmorency, une de ses petits-enfants, épousa Thierry. Il bâtit une tour dite du chastelet, en mémoire de cette île, et la transmis à son fils aîné Ferri.
Ferri utilise pourtant les deux terminaisons. Dans un acte de 1268, il écrit Châtelier, dans un autre de 1270 Chastelei et, en 1285, Chastelet.
Thierry est considéré par Dom Calmet comme le fondateur de la maison du Châtelet.

## Mariages et enfants
Il épousa Gertrude fille de Mathieu II seigneur de Montmorency.
Ils eurent au moins un enfant :
- Ferri, fils aîné, seigneur du Châtelet et de Rouvres, mariée à Isabelle de Joinville[2].

Descendance: seigneurs d'Autigny,  seigneurs du Châtelet.